# یواس‌اس مکرل (اس‌اس‌تی-۱)
یواس‌اس مکرل (اس‌اس‌تی-۱) (به انگلیسی: USS Mackerel (SST-1)) یک زیردریایی بود که طول آن ۱۳۱ فوت ۳ اینچ (۴۰ متر) بود. این زیردریایی در سال ۱۹۵۳ ساخته شد.